# Jui Huang
Huang Cheng Jui (chinês: 黄成菊, pinyin: Huáng Chéngjú), mais conhecido como Jui Huang (Taiwan, 27 de fevereiro de 1985) é um ator taiwanês naturalizado brasileiro. Ficou conhecido nacionalmente por protagonizar a novela Negócio da China, ao lado de Bruna Marquezine.

## Biografia
Foi o primeiro ator asiático e amarelo a protagonizar uma novela da Rede Globo.

## Carreira

### Televisão
| Ano  | Título              | Papel                         | Nota                       |
| ---- | ------------------- | ----------------------------- | -------------------------- |
| 2008 | Negócio da China    | Liu Chuang                    |                            |
| 2010 | Tribunal na TV      | Cícero                        | Episódio: "Obsessão Fatal" |
| 2011 | Fina Estampa        | Huang Hau                     |                            |
| 2012 | O Brado Retumbante  | Otacílio Júnior               |                            |
| 2012 | Malhação Conectados | Tradutor do Mestre Chuang Tsé |                            |
| 2016 | Pé na Cova          | Chang                         |                            |
| 2019 | Amor Sem Igual      | Chang Zhen                    |                            |
| 2020 | Spectros            | Wong                          |                            |
| 2020 | As Five             | Hugo                          |                            |

### Cinema
| Ano  | Título              | Papel          |
| ---- | ------------------- | -------------- |
| 2009 | Destino             | Chinês Sedutor |
| 2013 | O Amuleto do Dragão | Caio Yu        |
| 2017 | Amor, Virei Branca  | Pedro          |